# Technical

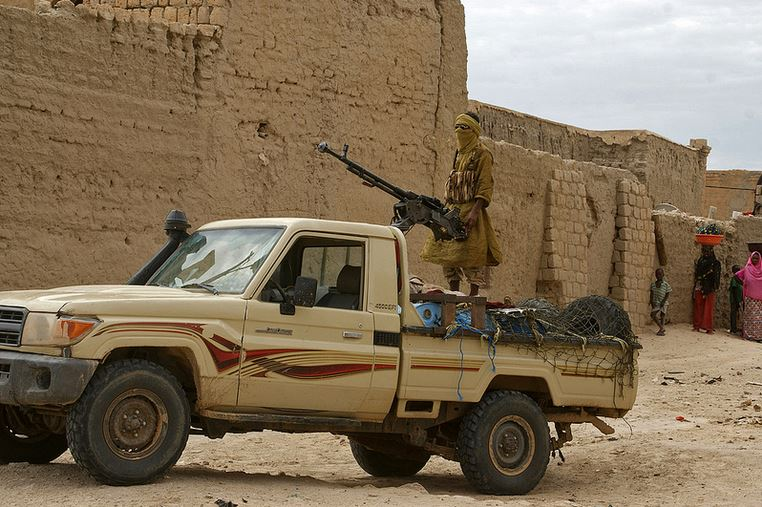
Technical džihádistické skupiny Ansar Dine s kulometem DŠK

Technical je označení pro improvizovaná bojová vozidla vzniklá úpravou původně civilních užitkových automobilů s ložnou plochou, na níž je umístěna výzbroj v podobě kulometů, kanónů, bezzákluzových děl nebo neřízených raket. Technicaly používají zejména povstalecké a teroristické skupiny, ale v případě nedostatku standardních vojenských vozidel se objevují i ve výzbroji policejních a armádních jednotek či provládních milicí.

## Historie

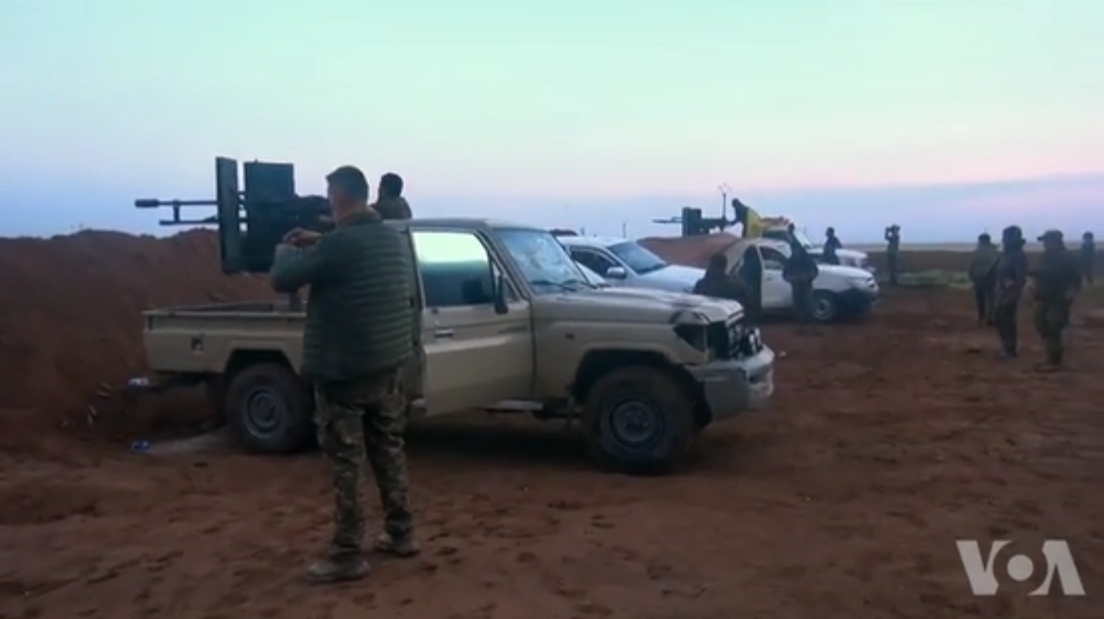
Technicaly jednotek syrských Kurdů

Historickými předchůdci technicalů byly například ozbrojené terénní Jeepy spojeneckých jednotek bojujících v pouštích severní Afriky, jako byla britská Long Range Desert Group, která podnikala překvapivé nájezdy do nepřátelského týlu.
Pojem technical se začal používat v 90. letech v souvislosti s občanskou válkou v Somálsku, kde si různé nevládní organizace najímaly ozbrojenou ochranu somálských milicí prostřednictvím tzv. technical assistance grants, přičemž místní milicionáři používali ve velké míře ozbrojené pick-upy. Přestože se nejednalo o první použití podobně koncipovaných vozidel, dal právě somálský konflikt této kategorii vojenské techniky všeobecně rozšířený název.
Na počátku 21. století se technicaly dočkaly masového použití v řadě zemí Afriky a Blízkého východu, zejména v Libyi, Mali, Sýrii, Iráku a Afghánistánu.

## Vozidla
Technicaly jsou většinou postaveny na základě lehkého terénního či užitkového automobilu, především typu pick-up, ale těžší zbraně jsou umísťovány i na ložné plochy nákladních automobilů. Mezi nejčastěji využívané typy patří vozidla japonské výroby Toyota Hilux, Toyota Land Cruiser, Mitsubishi L200, Mitsubishi Fuso Canter a Nissan Navara, dále automobily jihokorejské (Hyundai), ruské (GAZ) i „západní“ – Land Rover, Chevrolet, Jeep, Ford nebo Dodge.

## Výzbroj
Nejdostupnější výzbrojí technicalů jsou kulomety, od lehkých zbraní ráže 7,62 mm (například PK, FN MAG) po těžké kulomety ráže 12,7 mm (DŠK, M2 Browning) a 14,5 mm (KPV, ZPU-1/2/4). Účinnější výzbroj představují automatické kanóny, zejména široce rozšířený dvojkanon ZU-23-2 ráže 23 mm nebo původně letecký GŠ-23L. Dělostřelecké zbraně montované na technicaly zastupují bezzákluzová děla (73mm SPG-9, 106mm M40), neřízené rakety (57mm S-5, 80mm S-8) v leteckých raketnicích či v improvizovaných odpalovacích zařízeních, neřízené rakety ráže 122 mm v trubicích sejmutých ze salvových raketometů BM-21 Grad nebo dvanáctihlavňové čínské raketomety Typ 63 ráže 107 mm. Méně často se vyskytují technicaly vybavené zbraněmi či celými věžemi sejmutými z obrněných vozidel, například z bojových vozidel pěchoty BMP-1.

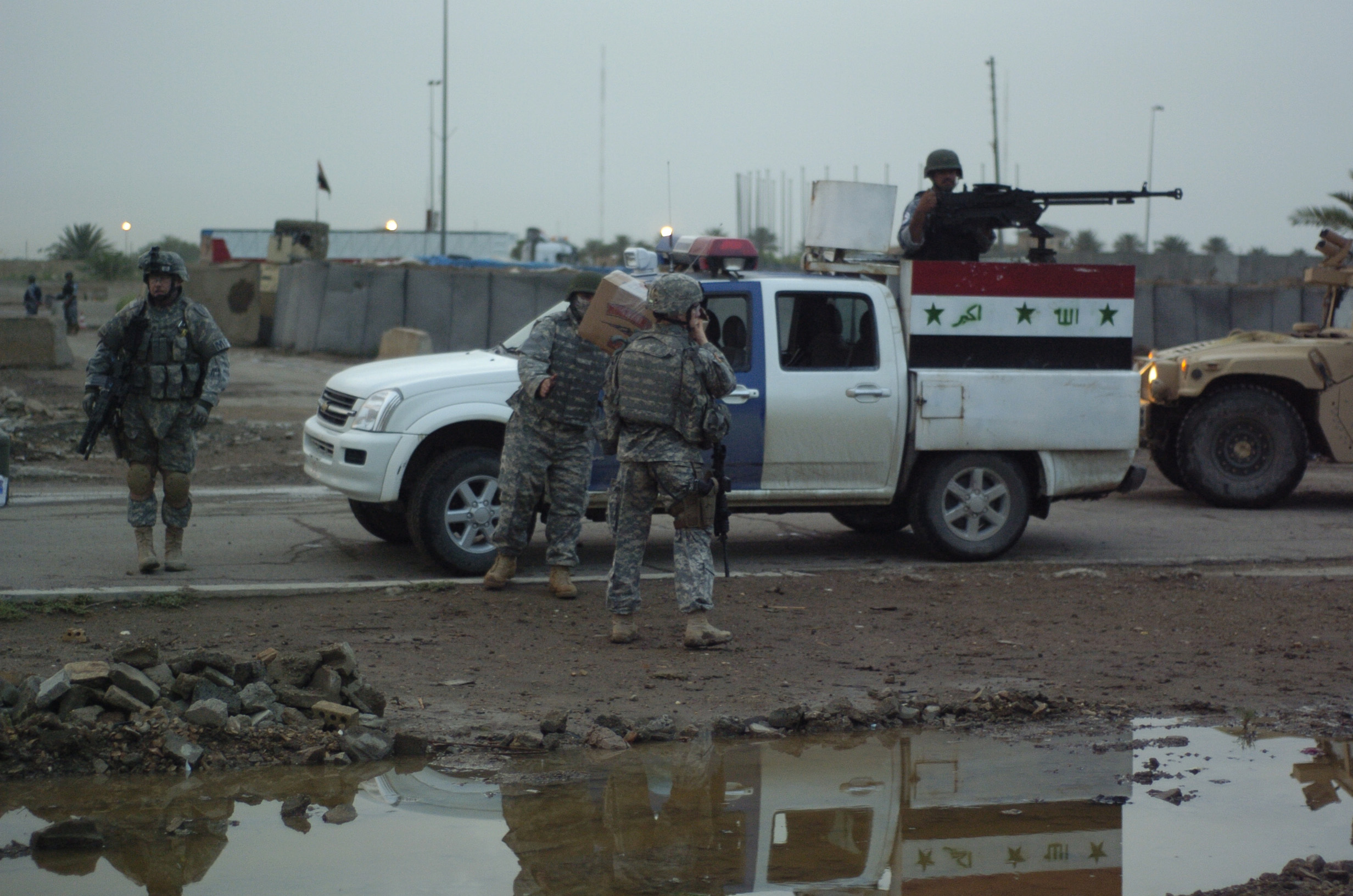
Technical irácké policie s těžkým kulometem DŠK ráže 12,7 mm
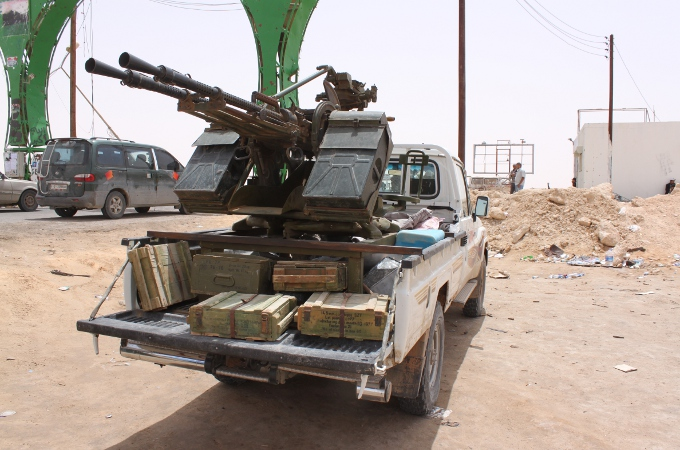
Libyjský technical s protiletadlovým dvojkulometem ZPU-2 ráže 14,5 mm.
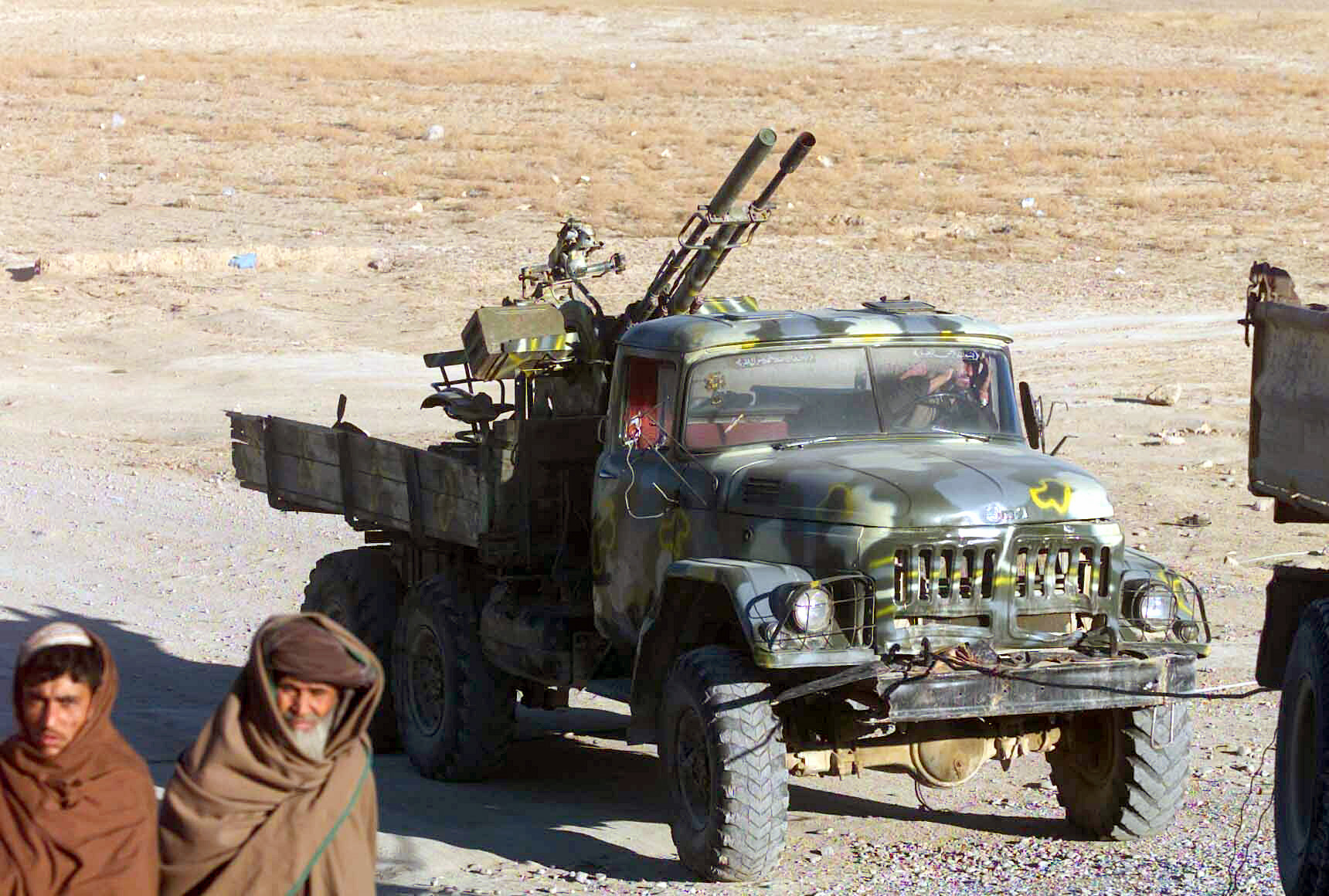
Afghánský technical – ZIL-131 s protiletadlovým dvojkanonem ZU-23-2
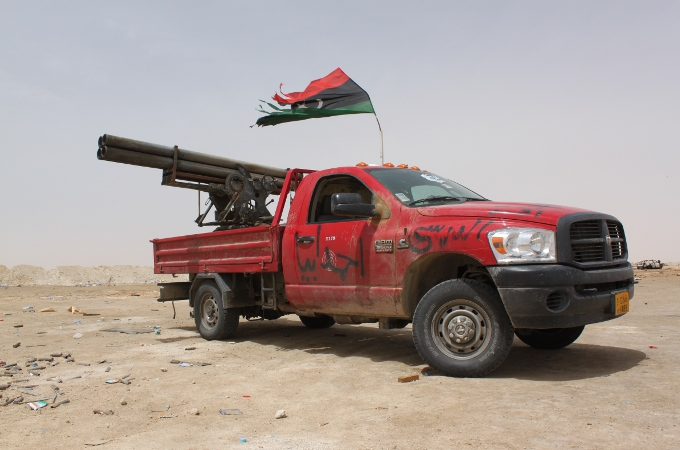
Libyjský technical s raketometem Grad
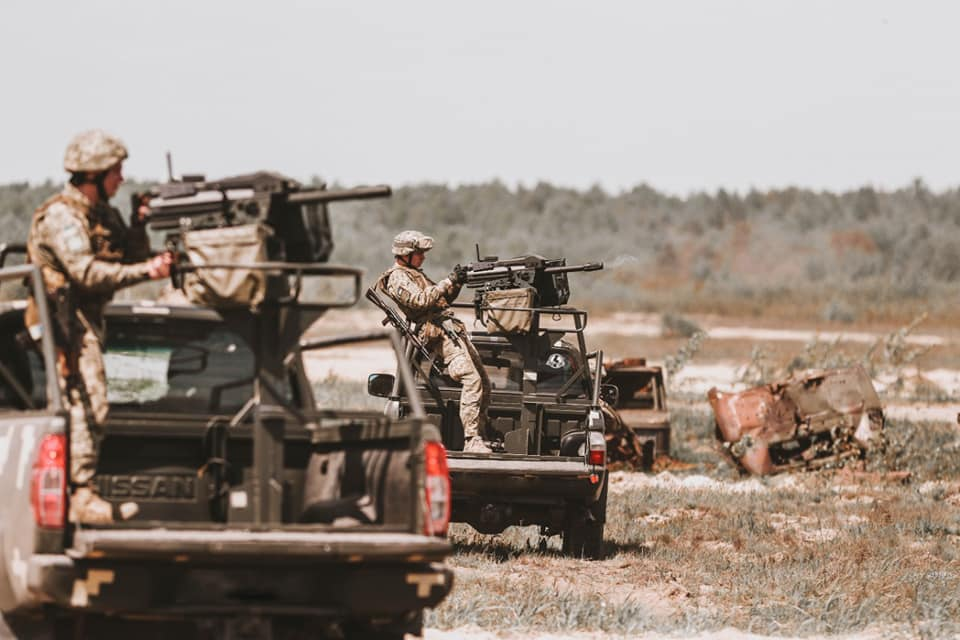
Technicaly ukrajinských ozbrojených sil s granátomety Mk 19